# Atractodes spiraculator
Atractodes spiraculator är en stekelart som beskrevs av Per Abraham Roman 1918. Atractodes spiraculator ingår i släktet Atractodes och familjen brokparasitsteklar. Arten är reproducerande i Sverige. Inga underarter finns listade.